# Jana Hladijtschuk
Jana Witalijiwna Hladijtschuk (ukrainisch Яна Віталіївна Гладійчук, englisch transkribiert Yana Hladiychuk; * 21. Mai 1993) ist eine ukrainische Leichtathletin, die sich auf den Stabhochsprung spezialisiert hat.

## Sportliche Laufbahn
Erste internationale Erfahrungen sammelte Jana Hladijtschuk im Jahr 2020, als sie bei den Balkan-Hallenmeisterschaften in Istanbul mit übersprungenen 4,40 m die Goldmedaille gewann. Auch bei den Freiluftmeisterschaften Anfang September in Cluj-Napoca siegte sie mit 4,40 m. Im Jahr darauf verteidigte sie bei den Balkan-Hallenmeisterschaften in Istanbul mit 4,60 m ihren Titel und belegte anschließend bei den Halleneuropameisterschaften in Toruń mit 4,45 m den siebten Platz. Ende Juni gewann sie dann bei den Balkan-Meisterschaften in Smederevo mit 4,50 m die Silbermedaille, ehe sie bei den Olympischen Sommerspielen in Tokio mit 4,40 m den Finaleinzug verpasste. Im Jahr darauf startete sie bei den Hallenweltmeisterschaften in Belgrad und gelangte dort mit Saisonbestleistung von 4,60 m auf den vierten Platz. Im Juli schied sie bei den Weltmeisterschaften in Eugene mit 4,35 m in der Qualifikationsrunde aus und verpasste dann bei den Europameisterschaften in München mit 4,25 m den Finaleinzug. Auch bei den Halleneuropameisterschaften 2023 in Istanbul schied sie mit 4,30 m in der Vorrunde aus. Im Juni wurde sie bei der 2. Liga der Team-Europameisterschaft im Rahmen der Europaspiele in Chorzów mit 4,15 m Vierte, ehe sie bei den Balkan-Meisterschaften in Kraljevo mit 4,20 m die Bronzemedaille hinter den Griechinnen Eleni-Klaoudia Polak und Nikoleta Kyriakopoulou gewann. 2024 siegte sie mit 4,40 m bei den Balkan-Hallenmeisterschaften in Istanbul und im Mai brachte sie bei den Freiluft-Balkan-Meisterschaften in Izmir keinen gültigen Versuch zustande. Kurz darauf verpasste sie bei den Europameisterschaften in Rom mit 4,10 m den Finaleinzug. Im Jahr darauf siegte sie mit 4,35 m bei den Balkan-Hallenmeisterschaften in Belgrad.
In den Jahren 2016, 2020 und 2021 wurde Hladijtschuk ukrainische Hallenmeisterin im Stabhochsprung und von 2022 bis 2024 siegte sie im Freien.